# عسربانيات
عسربانيات (الاسم العلمي: Chrysochlorinae) هي فُصيلة، في فصيلة عسربيات.

## أصنوفات
الأصنوفات الأدنى لهذا الكائن:
- كود سباركل
- تحديث القائمة

جنس:عسرب 
اسم علمي: Chrysochloris

جنس:Carpitalpa 
اسم علمي: Carpitalpa

جنس:Chlorotalpa 
اسم علمي: Chlorotalpa

جنس:Chrysospalax 
اسم علمي: Chrysospalax

جنس:Cryptochloris 
اسم علمي: Cryptochloris

جنس:Eremitalpa 
اسم علمي: Eremitalpa